# 豪斯紹湖 (阿肯色州)
豪斯肖湖（英語：Horseshoe Lake）是一個位於美國阿肯色州克里坦登縣的市鎮。

## 地理
豪斯肖湖的座標為34°54′46″N 90°18′27″W / 34.91278°N 90.30750°W，而該地的平均海拔高度為62米（即203英尺）。

## 人口
根據2020年美國人口普查的數據，豪斯肖湖的面積為0.41平方千米，當中陸地面積為0.39平方千米，而水域面積為0.02平方千米。當地共有人口266人，而人口密度為每平方千米648人。